# Sargus jucundus
Sargus jucundus är en tvåvingeart som beskrevs av Walker 1850. Sargus jucundus ingår i släktet Sargus och familjen vapenflugor. Inga underarter finns listade i Catalogue of Life.